# Мая Матевжич
Мая Матевжич (словен. Maja Matevžič; нар. 13 червня 1980) — колишня словенська тенісистка.
Найвищу одиночну позицію світового рейтингу — 38 місце досягла 25 серпня 2003, парну — 34 місце — 23 червня 2003 року.
Здобула 1 одиночний та 2 парні титули.
Найвищим досягненням на турнірах Великого шолома був чвертьфінал в парному розряді.
Завершила кар'єру 2006 року.

## Фінали турнірів WTA

### Одиночний розряд: 1 (1 перемога)
| Легенда                             |
| ----------------------------------- |
| Tier I (0–0)                        |
| Tier II (0–0)                       |
| Tier III (0–0)                      |
| Турніри IV-ї та V-ї категорій (1–0) |

| Результат | Ранг | Дата     | Турнір                 | Покриття   | Суперниця      | Рахунок  |
| --------- | ---- | -------- | ---------------------- | ---------- | -------------- | -------- |
| Перемога  | 1.   | Жов 2002 | Братислава, Словаччина | Тверде (i) | Івета Бенешова | 6–0, 6–1 |

### Парний розряд: 3 (2–1)
| Легенда                             |
| ----------------------------------- |
| Tier I (0–0)                        |
| Tier II (0–0)                       |
| Tier III (1–1)                      |
| Турніри IV-ї та V-ї категорій (1–0) |

| Результат | Ранг | Дата     | Турнір                                | Покриття   | Партнерка        | Суперниці                              | Рахунок       |
| --------- | ---- | -------- | ------------------------------------- | ---------- | ---------------- | -------------------------------------- | ------------- |
| Поразка   | 1.   | Тра 2002 | Internationaux de Strasbourg, Франція | Ґрунт      | Каролін Денін    | Дженніфер Гопкінс Єлена Костанич-Тошич | 6–0, 4–6, 4–6 |
| Перемога  | 2.   | Жов 2002 | Братислава, Словаччина                | Тверде (i) | Генрієта Надьова | Мейлен Ту Наталі Деші                  | 6–4, 6–0      |
| Перемога  | 3.   | Тра 2003 | Страсбург, Франція                    | Ґрунт      | Соня Джеясілан   | Лора Гренвілл Єлена Костанич-Тошич     | 6–4, 6–4      |

## Фінали ITF
| турніри $100,000 |
| турніри $75,000  |
| турніри $50,000  |
| турніри $25,000  |
| турніри $10,000  |

### Одиночний розряд: 7 (4–3)
| Результат | Ранг | Дата            | Турнір                   | Покриття   | Суперниця          | Рахунок            |
| Поразка   | 1.   | 31 травня 1998  | ITF Сан-Северино, Італія | Ґрунт      | Патті ван Аккер    | 5–7, 3–6           |
| Перемога  | 2.   | 28 травня 2000  | ITF Б'єлла, Італія       | Ґрунт      | Наталі В'єрін      | 6–0, 6–2           |
| Поразка   | 3.   | 10 вересня 2000 | ITF Фано, Італія         | Ґрунт      | Флора Перфетті     | 3–6, 4–6           |
| Перемога  | 4.   | 5 березня 2001  | ITF Ортізеї, Італія      | Тверде (i) | Катерина Кожокіна  | 6–7(3–7), 6–3, 6–3 |
| Перемога  | 5.   | 22 липня 2001   | ITF Модена, Італія       | Ґрунт      | Кая Канепі         | 7–5, 7–6(7–5)      |
| Перемога  | 6.   | 29 липня 2001   | ITF Еттенгайм, Німеччина | Ґрунт      | Кая Канепі         | 6–2, 6–3           |
| Поразка   | 7.   | 4 серпня 2002   | ITF Сен-Годан, Франція   | Ґрунт      | Маріана Діас-Оліва | 4–6, 1–6           |

### Парний розряд: 12 (5–7)
| Результат | Ранг | Дата             | Турнір                      | Покриття   | Партнерка                | Суперниці                                            | Рахунок                 |
| --------- | ---- | ---------------- | --------------------------- | ---------- | ------------------------ | ---------------------------------------------------- | ----------------------- |
| Поразка   | 1.   | 31 травня 1998   | ITF Сан-Северино, Італія    | Ґрунт      | Ана Шкафар               | Ребекка Єнсен Кристина Поятина                       | w/o                     |
| Поразка   | 2.   | 9 травня 1999    | ITF Верона, Італія          | Ґрунт      | Драгана Ілич             | Меліса Аревало Сабріна Валенті                       | 6–7, 6–7                |
| Перемога  | 3.   | 17 1999          | ITF Пезаро, Італія          | Ґрунт      | Драгана Ілич             | Маріяна Ковачевич Катерина Сисоєва                   | 6–4, 6–3                |
| Перемога  | 4.   | 17 жовтня 1999   | ITF Велін, Велика Британія  | Тверде (i) | Драгана Зарич            | Магда Міхалаке Зузана Валекова                       | 7–6(7–1), 5–7, 6–2      |
| Перемога  | 5.   | 7 листопада 1999 | ITF Сен-Рафаель, Франція    | Тверде (i) | Валентіна Сассі          | Вікторія Курм-Бенедетті Летісія Санчес               | 6–3, 6–1                |
| Поразка   | 6.   | 29 травня 2000   | ITF Модена, Італія          | Ґрунт      | Тіна Герголд             | Лурдес Домінгес Ліно Марія Хосе Мартінес Санчес      | 4–6, 6–4, 3–6           |
| Поразка   | 7.   | 25 червня 2000   | ITF Горіція, Італія         | Ґрунт      | Драгана Зарич            | Ванесса Менга Алісія Ортуньйо                        | 6–4, 4–6, 1–6           |
| Перемога  | 8.   | 10 липня 2000    | ITF Дармштадт, Німеччина    | Ґрунт      | Марія Паола Дзавальї     | Адріана Барна Ганна Запорожанова                     | 7–6(7–4), 6–7(4–7), 6–4 |
| Поразка   | 9.   | 23 липня 2000    | ITF Фонтанафредда, Італія   | Ґрунт      | Антонелла Серра-Дзанетті | Роса Марія Андрес Родрігес Кончіта Мартінес Гранадос | 6–4, 2–6, 4–6           |
| Поразка   | 10.  | 8 жовтня 2000    | ITF Макарська, Хорватія     | Ґрунт      | Мая Палавершич           | Ева Мартінцова Алена Вашкова                         | 2–4, 1–4, 4–2, 2–4      |
| Поразка   | 11.  | 4 грудня 2000    | ITF Cergy-Pontoise, Франція | Тверде (i) | Кароліна Шнайдер         | Жустін Енен Віржіні Раззано                          | 2–6, 4–6                |
| Перемога  | 12.  | 23 липня 2001    | ITF Еттенгайм, Німеччина    | Ґрунт      | Ева Дірберг              | Каталін Мароші Ірина Селютіна                        | w/o                     |